# Alice è il diavolo - Storia di una radio sovversiva
Alice è il diavolo - Storia di una radio sovversiva è un libro del 1976 scritto dal collettivo A/traverso fondatore di Radio Alice che tratta della storia di una delle prime e più famose radio libere italiane.
Il libro è stato ripubblicato nel 2002 dalla casa editrice Shake edizioni, mentre l'originale, edito da L'erba Voglio è quasi introvabile.

## Edizioni
- Alice è il diavolo: sulla strada di Majakovskij: testi per una pratica di comunicazione sovversiva, a cura di Luciano Capelli e Stefano Saviotti, L'erba voglio, Milano 1976
- Alice è il diavolo: sulla strada di Majakovskij : testi per una pratica di comunicazione sovversiva, a cura di Luciano Capelli e Stefano Saviotti, L'erba voglio, Milano 1977
- (FR)  Collettivo A/traverso, Radio Alice radio libre, preface de Felix Guattari; [realise par Luciano Capelli e Stefano Saviotti], Laboratoire de sociologie de la connaissance, Universite de Paris VIII: Jean-Pierre Delarge, Paris 1977
- Alice e il diavolo: sulla strada di Majakovskij: testi per una pratica di comunicazione sovversiva, a cura di Luciano Capelli e Stefano Saviotti, L'erba voglio, Milano 1981
- Alice e il diavolo: storia di una radio sovversiva, a cura di Bifo \i. e. Franco Berardi e Gomma \i. e. Ermanno Guarneri; Collettivo A/traverso, ShaKe, Milano 2023, ISBN 9791280214423